# Мумий Тролль
«Му́мий Тролль» (до 1989 року — «Муми Тролль»), укр. Мумій Троль — радянський та російський рок-гурт із Владивостока. Заснований 1983 року у Владивостоку її беззмінним лідером та ідеологом Іллею Лагутенком. Гурт представляв Росію на пісенному конкурсі «Євробачення» 2001, де посів 12-е місце.

## Історія гурта

### Ранні роки (1981—1990)
Офіційною датою народження гурта «Мумий Тролль» є 16 жовтня 1983 року, хоча в той момент гурт носив трохи іншу назву — «Муми Тролль» (без кінцевого «й» в першому слові).
Свій перший гурт «Boney P» Ілля Лагутенко заснував в 1981 році. До складу гурту, який грав «психоделічний панк», входили однокласники й друзі Лагутенка: Кирило Бабин (клавішні), Павло Бабій (ударні), Ігор «Куля» Кульков (гітара), Андрій Барабаш (бас).
У 1982 році Лагутенко знайомиться з Леонідом Бурлаковим, який вигадує гурту нову назву — «ШОК». Леонід приносить перші тексти російською мовою («Ты — Крест» та «Цепи»), і гурт повністю переходить на російськомовну творчість. Сам Бурлаков сідає за картонні барабани, приводить свого однокласника Володимира Луценка (бас) і друга Альберта Краснова (гітариста). «ШОК» записав 40-хвилинний альбом, частина пісень з якого потрапила в перший магнітоальбом (запис зберегся і права на нього належать Лагутенку).
Студійна робота над дебютною платівкою гурту «Муми Тролль» розпочалася наприкінці 1983 року. Дебютний альбом отримав назву «Новая луна апреля» (Новий місяць квітня), однойменна пісня з якого стала великим хітом на модних дискотеках Владивостока. Ця ж пісня зіграла з гуртом злий жарт — у квітні проводилося чергове засідання ЦК КПРС, а приспів пісні звучить наступним чином: «Новий місяць квітня освітив небозвід, але ми йому вже не віримо, він нічого нам не несе» (Новая луна апреля осветила небосвод, но мы ей уже не верим, нам она ничего не несёт). В умовах жорсткої радянської цензури це дозволило визнати групу «Муми Тролль» на зборах студентів Далекосхідного університету найбільш соціально небезпечною (поруч з «Black Sabbath»).
Пізніше гурт входить до складу Владивостоцького рок-клубу і разом з гуртом «Хоп-Н-Хоп 121 етаж» дебютує на фестивалі політичної пісні у Владивостоці. Виступ піддається критиці за «невідповідність ідеям фестивалю». Трохи пізніше басиста Володимира Луценка змінює Олег Пономарьов, і в такому складі колектив записує магнітоальбом «Сайонара». Однак запис так і не був випущений через його низьку якість, пізніше більшість пісень з нього були перезаписані для подвійного збірника «Шамора».
На період з 1987 по 1990 рік гурт припиняє свою діяльність у зв'язку зі службою лідера колективу Іллі Лагутенка в рядах Радянської Армії на Тихоокеанському флоті.
Однак 27 червня 1987 року відбувся концерт гурту на сцені Владивостоцького кінотеатру «Вимпел».
У 1990 році була організована студія «Декада», на якій навесні-влітку записується альбом Делай Ю-Ю (Роби Ю-Ю). Крім Лагутенка, Краснова і Луценка в процесі також брали участь Олег Пономарьов, Юрій Логачов і мультиінструменталіст Євген «Зрушення» Звіденний, який зіграв в декількох композиціях на бас-гітарі, гітарі та акордеоні. Проте, попри наявність в альбомі деяких майбутніх хітів, матеріал не мав попиту ійнезабаром після виходу альбому гурт «Мумий Тролль» розпався й не проявляв активності на музичному терені протягом шести років.

### 1997—2000
З 1991 по 1996 рік лідер гурта Ілля Лагутенко працював консультантом комерційних фірм у Китаї та Лондоні, але у травні 1996 року вирішив повернутися до музики й домовився про початок запису альбому Морська. Демозапис відбувалася в Лондоні й згодом був запропонований російським студіям «Полиграм» і «Союз», які відмовилися від співпраці, бо запропонований матеріал здався їхньому керівництву «неформатним». Реакція була закономірною: музика «Мумий Тролль» у ті часи не відповідала масовим уявленням про поп- і рок-музику. У категорію поп-музика матеріал не вписувався через нестандартний для пострадянського простору музичний жанр. До рок-музики гурт складно було віднести через відсутність в ліриці соціальних тем і теми «російської душі», також в ній був відсутній традиційний надрив і апеляції до фолк-традицій, що було стандартним набором найпопулярніших рок-гуртів того часу. Тоді Лагутенко назвав стиль «Мумий Тролль» «рокапопс» — для того, щоб припинити постійні й безглузді дискусії журналістів про різницю між поп- і рок-музикою, і тим самим поклав початок новому музичному стилю.
Проте, через деякий час, «Мумий Тролль» отримали в Росії хорошу медійну підтримку. Голова студії «Rec Records» Олександр Шульгін нарешті розгледів в «Морской» комерційний потенціал, у результаті чого було досягнуто згоди про реліз дебютного альбому на 24 квітня 1997 року. Успіх платівки визначив не тільки сам музичний матеріал, а й талановиті й нестандартні кліпи «Утекай» і «Кот кота», зняті режисером Михайлом Хлебородовим й оператором Владиславом Опельянцем.
Альбом «Морская» потрапив у першу десятку з продажу, радіо- й телеефір пустив у ротацію пісні «Утекай», «Девчонка», «Кот Кота», «Владивосток 2000», «Скорость»; отримали друге народження композиції з ранніх альбомів «Новая луна апреля» і «Делай Ю Ю», додані до альбому як бонус — «Новая луна апреля» і «Делай меня точно». Дебютний успіх закріпився вдалим концертним туром, під час якого сформувався склад групи «Мумий Тролль» (Ілля Лагутенко — вокал, гітара, Юрій Цалер — гітари, Євген «Здвиг» Звіденний — бас, Олег Пунгін — ударні, Олеся Ляшенко — бек-вокал, Денис Транском — клавішні, саксофон).
21 листопада 1997 був виданий другий альбом «Икра», записаний у серпні в Лондоні зі звукорежисером Крісом Бендом. Презентація альбому відбулася на радіо «Максимум». Альбом «Икра» дозволив гурту повторити комерційний успіх альбому «Морская». Через 12 років альбом «Икра» був визнаний головним альбомом десятиліття, який надав найбільший вплив на наступне покоління музикантів (журнал «Афіша»).
У 1998 році в Росії з'явився телеканал MTV, який відкрив своє мовлення кліпом «Владивосток 2000». Пісня «Дельфины» стала одним з головних хітів 1998 року. Кліп на цю пісню, знятий режисером Михайлом Хлебородовим і оператором Владиславом Опельянцем, отримав приз за кращий фотокадр. На премії журналу «FUZZ» 1998 року гурт став рекордсменом за кількістю зібраних нагород. У новорічну ніч на російському MTV вперше був показаний кліп «Ранетка» ризького режисера Віктора Вілкса. Через кілька тижнів «Ранетка» досягла першого місця в топ-20 MTV і потрапила в гарячу ротацію багатьох радіостанцій.
5 серпня 1998 року вийшов подвійний альбом «Шамора». Зібрані в цих двох альбомах пісні найвдаліше відображали будні «Мумий Тролля» в період з 1983 до 1990 року. «Шамора» — колекційне видання раритетів, більшість з яких були раніше відображені на магнітоальбомі «Новая луна апреля» 1985 року, «Делай Ю-Ю» 1990 року, демозаписи «Сайонара» 1986—1987 рр. або виконувалися на концертах.
Після виходу альбомів «Морская» і «Икра» гурт вирушив у перший гастрольний тур «Так надо», який завершився в грудні 1998 року аншлаговими концертами в ДК Горбунова. Тур тривав майже півтора року. За цей час відбулося близько 150 виступів в 100 містах. Виступ в ДК Горбунова було оголошено «останнім концертом тисячоліття». Внаслідок російської економічної кризи 1998 року компанія «Rec Records» стає банкрутом, і гурт отримує свободу від довгострокових зобов'язань. Таким чином, управління повністю переходить в руки учасників.
Взимку в Лондоні Ілля Лагутенко продюсує дебютний альбом Земфіри, навесні активізує свою діяльність «Беги Звукозапись», де були випущені відеокасети «На концертах Мумий Тролля» (live в ДК Горбунова) і компакт-диски «Збірники зовсім іншої музики У1 і У2», куди увійшли пісні «Шамора» і «Три рази», виконана Іллею Лагутенком з ризькими реперами з гурту «Факт». Влітку в столиці «Мумий Тролль» грає в рамках свята «Московського комсомольця» на відкритому майданчику «Мегахаус» в Лужниках. Восени гурт вирушає до Японії в тур спільно з гуртом «Rose of Rose». Тур був підтриманий провідним японським державним телеканалом NHK.
8 листопада відбувся вихід першого синглу «Невеста?», а в новорічну ніч з 1999 на 2000 рік — другого синглу «Карнавала.нет». Поява синглів була підтримано відеокліпами, причому кліп «Невеста?», знятий Віктором Вілксом, протягом декількох тижнів після прем'єри очолював російський топ-10 на MTV. Цей кліп був представлений на експозиції в Музеї сучасного мистецтва в Гетеборзі.
Напередодні Нового року гурт знявся в декількох різдвяних програмах, виконавши «С новым годом, крошка!» (у фільмі Леоніда Парфьонова «300 років Нового року»), новий хіт «Невеста?» (ТВ-6) й епатажну кавер-версію шлягера Алли Пугачової «Миллион алых роз».
Наприкінці 1999 року Радіо «Максимум» та рубрика для модної молоді «Мегахауз» газети «Московский комсомолец» підбили музичні підсумки року та століття, що минає століття. У двадцятці кращих синглів століття виявилися відразу дві пісні «Мумий Тролля»: «Дельфины» і «Утекай».
Прем'єра кліпу «Карнавала.нет» з третього альбому «Точно Ртуть Алоэ» була запланована на новорічну ніч 1 січня 2000 року в телеканалі ОРТ. Однак 31 грудня 1999 року генеральний директор каналу ОРТ Костянтин Ернст скасував прем'єру, пояснивши музикантам, що «є важливіші повідомлення» — у цей день Президент Росії Борис Єльцин оголосив про свою відставку й призначив наступником Володимира Путіна. Пізніше кліп був випущений 16 січня 2000 року.
5 лютого 2000 року в Real Records вийшов третій студійний альбом «Точно Ртуть Алоэ», який записувався в студії Пітера Гебріела Real World. Альбом містить чотири хіта, кожен з яких має оригінальну художню відеоверсію: «Карнавала.нет», «Моя певица», «Невеста?» і «Без обмана». Завдяки кліпам на ці композиції, ротованим на російському MTV, альбом став знаковим для російської музики. У прозорий відділ кожної з офіційно виданих платівок було упаковано по 13 штучних перлин, які символізують кожну пісню альбому. «Точно Ртуть Алоэ» став першим альбомом гурту, запропонованим для безкоштовного скачування. Альбом був підтриманий Ртуть Алое Туром.
25 листопада 2000 року відбувся «Незвичайний концерт Мумий Тролля в Гостинному Дворі».

### 2001—2009
У 2001 році гурт представляв Росію на Пісенному конкурсі Євробачення з піснею «Lady Alpine Blue», де посів 12 місце. Після Євробачення гурт вирушив у тур по Данії і Німеччини. У 2002 виходить сингл «Lucky Bride?», а гурт здійснює північну подорож — до Гренландії.
«Мумий Тролль» були першим російським гуртом, який підтримав організацію PSI в 2001 в боротьбі зі СНІДом в Росії.
Альбом «Меамуры» був випущений 1 вересня 2002 року у двох кольорових варіантах — білому й рожевому. Презентація альбому відбулася в СК «Лужники» за підтримки японського гурту DASAIN. У 2003 році «Мумий Тролль» їздили країною з новою концертною програмою «Меамуры Тур», яка закінчилася великим концертом в СК «Олімпійський».
У 2003 році вийшов художній фільм й однойменний альбом гурту «Похитители книг». Гурт також склав кілька пісень для інших художніх фільмів, враховуючи «Нічний Дозор», де Лагутенко зіграв роль вампіра.
У 2004 був записаний саундтрек до повнометражного мультиплікаційного фільму «Незнайка і Баррабасс».
Шостий студійний альбом «Слияние и поглощение» з'явився у 2005 році. Назва альбому була оголошена на міжнародній бізнес-конференції в Гонконзі. Запис альбому відбувалася в Ризі, Лондоні, Домініканській Республіці й Петербурзі. Альбом був досить високо оцінений критиками й отримав приз у номінації «Кращий альбом року» від журналу Fuzz. Дизайном альбому займалася студія Артемія Лебедєва. Альбом був підтриманий російським туром.
У 2007 для фільму «Параграф 78» Лагутенко і Бретт Андерсон записали пісню «Scorpio Rising», на яку було знято кліп.
7 липня з'явився альбом «Амба». Разом з альбомом з'явився новий кліп на пісню Ru.Da, що був знятий в Голлівуді американським режисером Ентоні Гоффманом. На четвертій щорічній церемонії вручення музичних нагород MTV Russia Music Awards 2007 гурту був вручений спеціальний приз «Легенда MTV». Цей приз вручається гуртам й окремим виконавцям, чия творчість мала визначальний вплив на формування й розвиток музичної культури в Росії.
8 серпня вийшов альбом «8». Матеріал створювався в трьох містах — Москві, Євпаторії та Лос-Анджелесі.
Гурт виконала пісню «Мастера кунг-фу» до російськомовної версії мультфільму «Кунг-фу Панда», до пісні був знятий кліп. Лагутенко озвучив у мультфільмі Майстра Мавпу.
«Мумий Тролль» перші з російських гуртів й однією з перших у світі створили власну соціальну мережу Ikra.tv.
7 квітня 2009 вийшов перший закордонний офіційний реліз групи. Альбом «Comrade Ambassador» був випущений американською компанією Syndicate спільно з соціальною мережею Ikra.tv. До появи «Comrade Ambassador» був приурочений масштабний тур містами Північної Америки (понад 60 міст). В альбом увійшли пісні з двох останніх альбомів гурту — «Амба» і «8», а також російськомовна версія класичного хіта «California Dreaming» («Калифорния снится»). Всі пісні альбому представлені російською мовою.

### 2010—2013
У 2010 році гурт випустив альбом «Редкие земли» і вирушив у великий тур Північною Америкою, Росією та країнами ближнього зарубіжжя. Наприкінці осені гурт взяв участь в організації та проведенні в Росії «тигрячого саміту», а в грудні відіграв два концерти в Льодовому палаці і «Олімпійському». Улітку 2010 року «Мумий Тролль» здійснил військово-морський тур. У рамках туру концерти гурта пройшли в містах-штаб-квартирах ВМФ Росії: Севастополі, Кронштадті, Владивостоці прямо на військових кораблях.
«Мумий Тролль» взяв участь в американському фестивалі SXSW в Техасі і в мексиканських Сервантіно і Сакатекасі. Пісня «Медведица» була виконана в прямому ефірі програми Крейга Фергюсона на CBS. Гуртом були випущені два сингли англійською «Paradise Ahead» і «Polar Bear».
У листопаді 2010 року виступили в Михайлівському театрі Санкт-Петербурга в рамках «тигрячого саміту».
У 2011 році гурт продовжив гастролювати по Росії, зокрема, тур дійшов до Магадана і Камчатки в кратері вулкана Горілий.
У цьому ж році «Мумий Тролль» і журнал «Афіша» реалізували проект «Роби мене точно». Молоді гурти записували власні версії хітів «Мумий Тролля» різних років і знімали на них кліпи. В результаті вийшло CD-видання.
1 вересня 2011 року було проведено проект «МузПерелёт»: об 11 годині владивостокського часу «Мумий Тролль» виступав на центральній площі міста, а опівдні стартував з концертного майданчика в аеропорт, щоб увечері 1 вересня з'явитися в Калінінграді і о 22 годині за калінінградським часом дати концерт на сцені біля Будинку рад. Рекорд вукатегорії «концерт музичного гурту, проведений в двох географічно крайніх (Захід-Схід) містах Росії в один календарний день» зареєстрований в Книзі рекордів Росії.
Восени 2011 року вийшла книга Іллі Лагутенка і Владивостоцького журналіста Василя Авченка «Владивосток 3000. Повість про Тихоокеанську республіку». Автори визначають її жанр як «фантастична кіноповість».
У квітні 2012 року гурт записав перший студійний англомовний альбом «Vladivostok».
У вересні цього ж гурт випуступив за підтримки Російського географічного товариства серію книг «тигрячі історії» про амурського тигра. Книги містять три частини: «Віршата про тигренят, Тигриці з Голубими очима і Добром єгер-мисливствознавець», «Сказ про Тигре, Амбу Стерегуще», «Тигри і ми. Як живуть разом російські далекосхідники і далекосхідні тигри». У створенні книг брали участь співробітники Приморського об'єднаного музею ім В. К. Арсеньєва і Лазовського заповідника.
У 2012—2013 роках група запланувала здійснити навколосвітнє плавання на вітрильнику «Сєдов».
У кінці січня 2013 гурт прибув до Владивостока, де проходили зйомки кліпу на нову пісню «Четвёртый троллейбус» (також просто «Троллейбус») з підготовлюваного альбому, реліз якого був запланований на літо. Ідея кліпу виникла у 2012 році, коли місто готувалося до саміту АТЕС. Перед початком зйомок кліпу Лагутенко зустрівся з мером міста Ігорем Пушкарьовим, останній подякував гурту за популяризацію приморської столиці в Росії і світі і вручив Іллі відзнаку «За заслуги перед Владивостоком I ступеня». Для зйомок кліпу було перекрито рух по океанському проспекту від центральної площі до мерії, за яким і рушили всі люди, які взяли участь у зйомках, також в них взяли участь міські тролейбуси. 29 березня відбулася прем'єра «Четвёртого троллейбуса» в Чартовій дюжині, прем'єра кліпу відбулася 15 квітня 2013.
14 травня 2013 гурт випустив сингл «Акулы или паука», 20 травня вийшов кліп на цю пісню.
4 липня з'явилося інтерв'ю Лагутенка «Российской газете», де він заявив, що у Владивостоці з 23 по 25 серпня пройде перший фестиваль V-Rox, на якому і буде презентовано новий альбом. Робоча назва свіжої платівки — «Брат-3», всього в ній буде 10 пісень. 8 липня відбулася прем'єра нової пісні «SOS матросу» і кліпу на неї. 17 липня 2013 року група виступила на закритті XXVII Всесвітньої літньої Універсіади в Казані з новою піснею «Малёк».
8 серпня було затверджено назву нового альбому — «SOS матросу», як і у що вийшов влітку синглу.
16 серпня вийшов сингл «Брат Три». Кліпом на пісню стала відеоінсталяція під назвою «ЗВІР» сучасної китайської художниці Лу Ян.
20 серпня на сервісі Яндекс.Музика вийшов 10-й студійний російськомовний альбом «SOS Матросу».
У кінці жовтня під час осіннього гастрольного туру гурт покинув гітарист Юрій Цалер. З осені постійним гітаристом в групі став Артем Крицин, який до цього грав у групі «Пілар».
У грудні 2013 року з'явилася інформація про те, що «Мумий Тролль» в кінці року проведе заключну серію концертів, після чого, за словами Іллі Лагутенка, припинить свою діяльність. Пізніше Лагутенко спростував чутки про розпад колективу.

### 2014—2017
У кінці березня 2014 на сайті з'явився ремікс кліпу «Утекай 2» трьома мовами — російською, англійською («Flow Away») та китайською («Kuaizuokai»).
Улітку 2014 року, в рамках спільного проєкту з Google, була представлена пісня і відеокліп «Пиратские копии», а в рамках конкурсу з компанією Gibson — пісня «Последний выпускной».
29-31 серпня 2014 року у Владивостоці відбувся другий фестиваль V-ROX, організований Іллею Лагутенком.
1 листопада вийшов новий сингл «Ноябрь» і кліп на нього. Пісня вперше була зіграна в кінці 2013 року і виконувалася на декількох грудневих концертах.
25 листопада вийшов кліп на нову пісню Vitamins, режисер — Лю Янг. 31 грудня вийшов російськомовний кліп на пісню «Витамины», режисер — Артем Лоскот. 29 квітня гурт анонсував новий альбом — «Пиратские копии», реліз якого був намічений на початок 2015 року. Була також представлена пісня «Кажется» і однойменний кліп. Сама композиція була записана під час роботи над диском «SOS матросу». Пізніше були випущені кліпи на пісні «Мошка» і «Куклы». 15 січня 2015 року було випущено ще один кліп з альбому «Пиратские копии» на пісню «С чистого листа». Реліз альбому «Пиратские копии» відбувся 15 квітня. Презентації пройшли в Вологді, Санкт-Петербурзі і Москві. У кінці серпня пройшов третій фестиваль V-ROX.
Восени 2015 року група вирушила в тур по Європі (Німеччина, Швейцарія, Чехія, Естонія, Латвія, Литва, Білорусь, Велика Британія, Ірландія).
1 березня 2016 року «Мумий Тролль» випустив другий англомовний альбом — Malibu Alibi. Матеріал для Malibu Alibi був написаний під час навколосвітньої подорожі групи на барці «Сєдов» і записаний в студіях Лос-Анджелеса, Москви, а також в Китаї, Японії, Сінгапурі та ПАР. В альбом увійшло 9 треків. У травні 2016 року в рамках Каннського кінофестивалю гурт презентував документальний фільм «SOS Матросу» (в зарубіжному прокаті — Vladivostok Vacation), знятий у 2012—2013 році під час навколосвітньої подорожі. Продюсером фільму виступив Ілля Лагутенко, у головних ролях знялися музиканти «Мумий Тролль» і члени екіпажу вітрильника. У червні 2016 роки фільм був показаний широкій публіці.
У 2016 році гурт виступає на російських фестивалях «Острів 90-х» (Єкатеринбург), Bosco Fresh Fest (Москва), «День Металурга» (Саяногорськ), «Сібірьфест» (Новосибірськ), «Простір» (Хабаровськ). Серед зарубіжних виступів — участь у фестивалі «Рок за бобрів» (Мінськ, Білорусь), Lemesos Rock City Festival (Лімасол, Кіпр), Visual Japan Summit (Тіба, Японія), South by Southwest (Остін, США), Far From Moscow Festival (Лос-Анджелес, США).
У грудні 2016 року гурт випустив російську версію пісні «Bring The Snow» з мультфільму «Мумі-тролі й різдво» (Moomins at Christmas) фінської компанії Filmkompaniet. Російською композиція у виконанні Іллі Лагутенка називається «Зимняя песня муми-троллей».
2 січня 2017 року на офіційній сторінці групи в YouTube був опублікований музичний кліп до пісні «Грильяж (31 число)», знятий 19 грудня 2016 року під час московської прем'єри фільму «Йолкі 5». Ця пісня (разом з композиціями «С любимыми не расставайтесь», виконаної дуетом зі співачкою Йолкой і «Пломбир») увійшла до саундтреку фільму.
У березні гурт представив сингл «Не помню зачем» з підготовлюваного альбому, вихід якого був запланований на кінець року. 29 і 30 березня «Мумий Тролль» дав великі концерти в московському Crocus City Hall, присвячені 20-річчю альбому Морская. У рамках шоу були виконані майже всі пісні з альбому-ювіляра, а також багато хітів гурту й нова пісня «Не помню зачем».
15 червня 2017 року «Мумий Тролль» випустив новий кліп «Не помню зачем». Режисером ролика виступив фотограф Еліот Лі Хейзел.
Новий альбом групи «ВОСТОК Х СЕВЕРОЗАПАД» вийшов 18 лютого 2018 року.

### 2022
2 березня 2022 року, після повномасштабного вторгнення Російської Федерації до України, на сайті гурту було викладено повідомлення російською та англійською мовами про припинення концертної діяльності. Заява містить твердження про необхідність термінового відновлення миру й супроводжується хештегами «#нет войне» и «#дайте миру шанс».

## Склад

### Поточний склад
- Лагутенко Ілля Ігорович — вокал, клавішні, ритм-гітара, акустика, автор пісень, концепція, бубон, перкусія (c 1983 року)
- Олег Пунгін — ударні, електронна перкусія (c 1997 року)
- Олександр Холенко — програмування, семпли, синтезатор, аранжування (з 2013 року)
- Артем Крицин — соло-гітара, бек-вокал (з 2013 року)
- Павло Вовк — бас-гітара (з 2016 року)

### Колишні учасники
- Юрій Цалер — гітара, бек-вокал, клавішні, саксофон (1997—2013)
- Євген «Здвиг» Звідённий — бас-гітара, бек-вокал, ксилофон, клавішні (1997—2016),
- Леонід Бурлаков — барабани,
- Кирило Бабин — клавішні (1981—1983)
- Павло Бабій — барабани (1981—1983)
- Альберт Краснов — гітара, клавішні (1982—1990; 1996—1997)
- Денис Транском — клавішні, саксофон (1997—1999)
- Олеся Ляшенко — бек-вокал, вокал (1997—1999)
- Володимир Луценко — бас-гітара (1982—1990)
- Ігор Кульков — гітара (1981—1982)
- Андрій Барабаш — бас-гітара (1981—1982)
- Станіслав Цалер

### Концертні учасники
- Ерік Хімель — гітара, бас-гітара (з 2014 року)

## Дискографія
- Новая луна апреля (1985) — магнітоальбом
- Делай Ю Ю (1990) — магнітоальбом
- Морская (1997)
- Икра (1997)
- Шамора (1998) — збірка перезаписаних пісень з зазначених вище магнітоальбомів
- Точно ртуть алоэ (2000)
- Меамуры (2002)
- Похитители книг (2004) — саундтрек до одноіменного фільму
- Слияние и поглощение (2005)
- Амба (2007)
- 8 (2008)
- Редкие земли (2010) — збірка пісень з синглів і саундтреків
- Vladivostok (2012) — англомовний альбом з перекладами раніше виданих пісень
- SOS матросу (2013)
- Пиратские копии (2015)
- Malibu Alibi (2016) — другий англомовний альбом з перекладами раніше виданих пісень
- ВОСТОК Х СЕВЕРОЗАПАД (2018)
- Призраки Завтра (2020)
- После зла (2020)

## Банкнота «Владивосток 2000»
У лютому 2015 року рекламне агентство PROVODA ініціювало збір підписів під петицією у Центральний банк РФ з проханням випустити нову банкноту номіналом дві тисячі рублів із зображеним на ній Владивостоком. Ідеєю ініціативи послужила пісня «Владивосток 2000 [Архівовано 18 січня 2021 у Wayback Machine.]». Далекосхідне головне управління Центрального банку РФ у відповідь офіційно оголосило про те, що в Росії не буде випускатися банкнота номіналом у дві тисячі рублів, оскільки номінальний ряд банкнот Банку Росії повністю задовольняє потребам готівкового грошового обігу. У серпні 2015 року китайське інформаційне агентство «Сіньхуа» опублікувало новину про офіційне ходження російського рубля нарівні з юанем в прикордонному повіті Суйфеньхе, підкріпивши новину зображенням банкноти у дві тисячі рублів.
Ілля Лагутенко зазначив, що ідея подібної банкноти бачиться йому логічним продовженням пісні «Владивосток 2000», у якій співається про прийдешні нові можливості, настануть «часи чистіше».
У 2016 році Центральний банк РФ оголосив конкурс символів на нові банкноти номіналом 200 і 2000 рублів, переможцями якого стали Севастополь і Далекий Схід (відповідно, міст на острів Руський і космодром «Восточний»). Далекий Схід помістили на банкноту номіналом 2000 рублів. В обігу гроші з'явилися у 2017 році.